# Guzmania sprucei
Guzmania sprucei là một loài thực vật có hoa trong họ Bromeliaceae. Loài này được (André) L.B.Sm. mô tả khoa học đầu tiên năm 1934.